# Beskides
Les Beskides (en polonais : Beskidy ; en tchèque et slovaque : Beskydy ; en ukrainien : Бескиди) est le nom traditionnellement attribué à une succession de massifs montagneux des Carpates (l'arc extérieur des Carpates occidentales et des Carpates orientales) s'étendant du Nord-Est de la Tchéquie, le long de la frontière entre la Pologne et la Slovaquie jusqu'à l'Ouest de l'Ukraine.
Le nom Beskid / Beskidy, dérivé du moyen bas allemand : beshêt, beskēt, « partage », est entendu dans le sens de la limite séculaire entre les royaumes de Pologne et de Hongrie depuis le Moyen Âge.

## Géographie

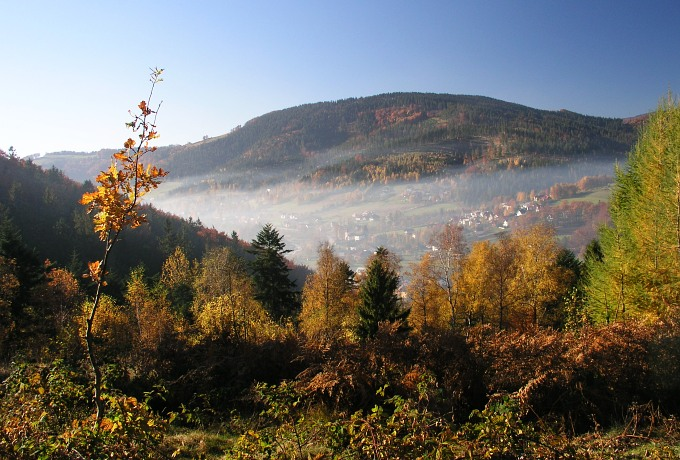
Les Beskides silésiennes près de Cieszyn en Pologne.

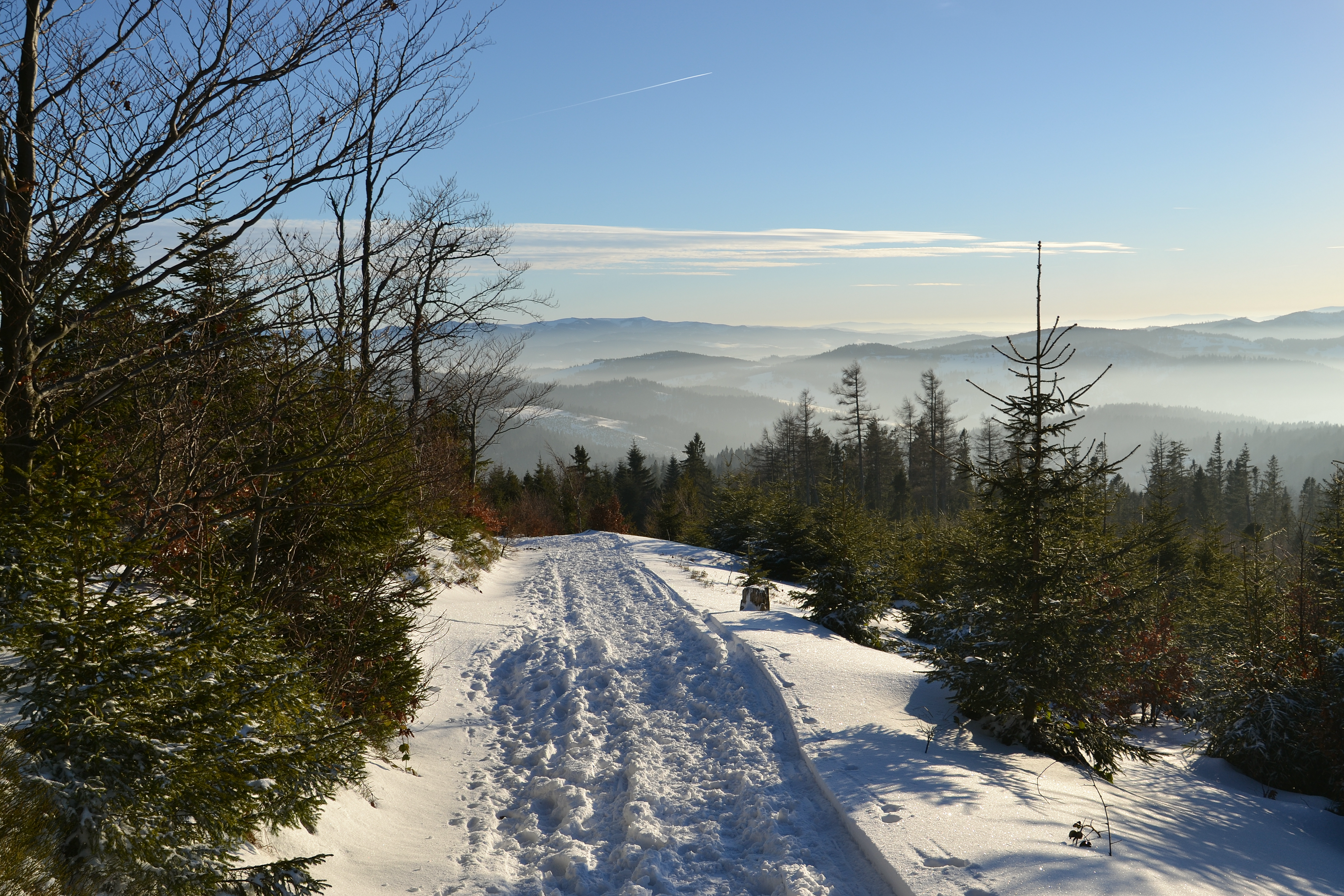
Les Beskides de Sącz, Pologne.

L'arc des Beskides est approximativement de 600 km de long sur 50 à 70 km de large. Il s'étend du Sud-Est de la région de Silésie et du Nord-Ouest de la région de Moravie dans la direction ouest-est vers l'Ukraine en passant par le Nord des montagnes de Tatras et des Piénines. 
Les limites occidentales butent avec les Beskides moravo-silésiennes et la porte de Moravie qui les sépare des Sudètes à l'ouest. La définition de la frontière orientale des Beskides est floue : les sources les plus anciennes font référence aux sources de la rivière Tisza, les plus récentes placent la frontière orientale des Beskides au col d'Oujok près de la frontière polono-ukrainienne. Le point culminant du massif dépend de cette définition, le sommet le plus haut de sa partie occidentale étant le Babia Góra (Babia hora en slovaque) à la frontière polono-slovaque.
La crête de la montagne est parfois une ligne de partage des eaux séparant le bassin hydrographique de l’Oder et de la Vistule au nord de celui du Danube au sud ; elle représente ainsi une partie de la ligne de partage des eaux mer Baltique - mer Noire.
Les Beskides sont riches en forêts et minerais de charbon. Elles furent autrefois riches en minerais de fer, et d'importantes usines y virent le jour à Ostrava et Trinec. Il y a de nombreuses attractions touristiques, dont des églises d'époque en bois, des stations de ski à la popularité croissante et des aires protégées comme le parc national Skolivski Beskydy et le parc national des Beskides royales.

## Subdivisions

Les subdivisions des Carpates occidentales extérieures.

Les subdivisions des Carpates orientales, les Beskides centrales en orange (b), les Beskides orientales en rouge (c).

La manière dont les chaînes des Beskides sont regroupées ne sont pas les mêmes d'un pays à l'autre. Selon la conception actuelle, la partie occidentale des Beskides fait partie des Carpates occidentales extérieures. Les Beskides centrales ou basses Beskides (Nízke Beskydy en slovaque) forment la jonction avec les monts Bieszczady à l'est. Toutes ces montagnes sont parfois considérées comme faisant partie des Beskides orientales qui, au sens large, s'étendent par-delà la frontière entre la Pologne et l'Ukraine le long des Carpates orientales extérieures jusqu'à la Roumanie. Selon la classification des Beskides au sens orographique et géomorphologique on distingue :
- les Carpates occidentales extérieures :
  - les Beskides occidentales (en tchèque : Západní Beskydy, en slovaque : Západné Beskydy, en polonais : Beskidy Zachodnie), dont :
    - les Beskides moravo-silésiennes (en tchèque : Moravskoslezské Beskydy, en slovaque : Moravsko-sliezske Beskydy), dont le point culminant est la Lysá hora à  1 323 m,
    - les Piénines (en polonais : Pieniny, en slovaque : Pieniny) ;
- les Carpates orientales extérieures :
  - les Basses Beskides (en slovaque : Nízke Beskydy) ou Beskides centrales (en polonais : Beskidy Środkowe),
  - les Beskides orientales (en slovaque : Východné Beskydy, en polonais : Beskidy Wschodnie, en ukrainien : Східні Бескиди), dont :
    - Bieszczady jusqu'au col d'Oujok,
    - Gorgany (ukrainian: Ґорґани),
    - Tchornohora (ukrainien : Чорногора), dont le point culminant est le mont Hoverla à 2 061 m.

Autour de la montagne de Barania Góra
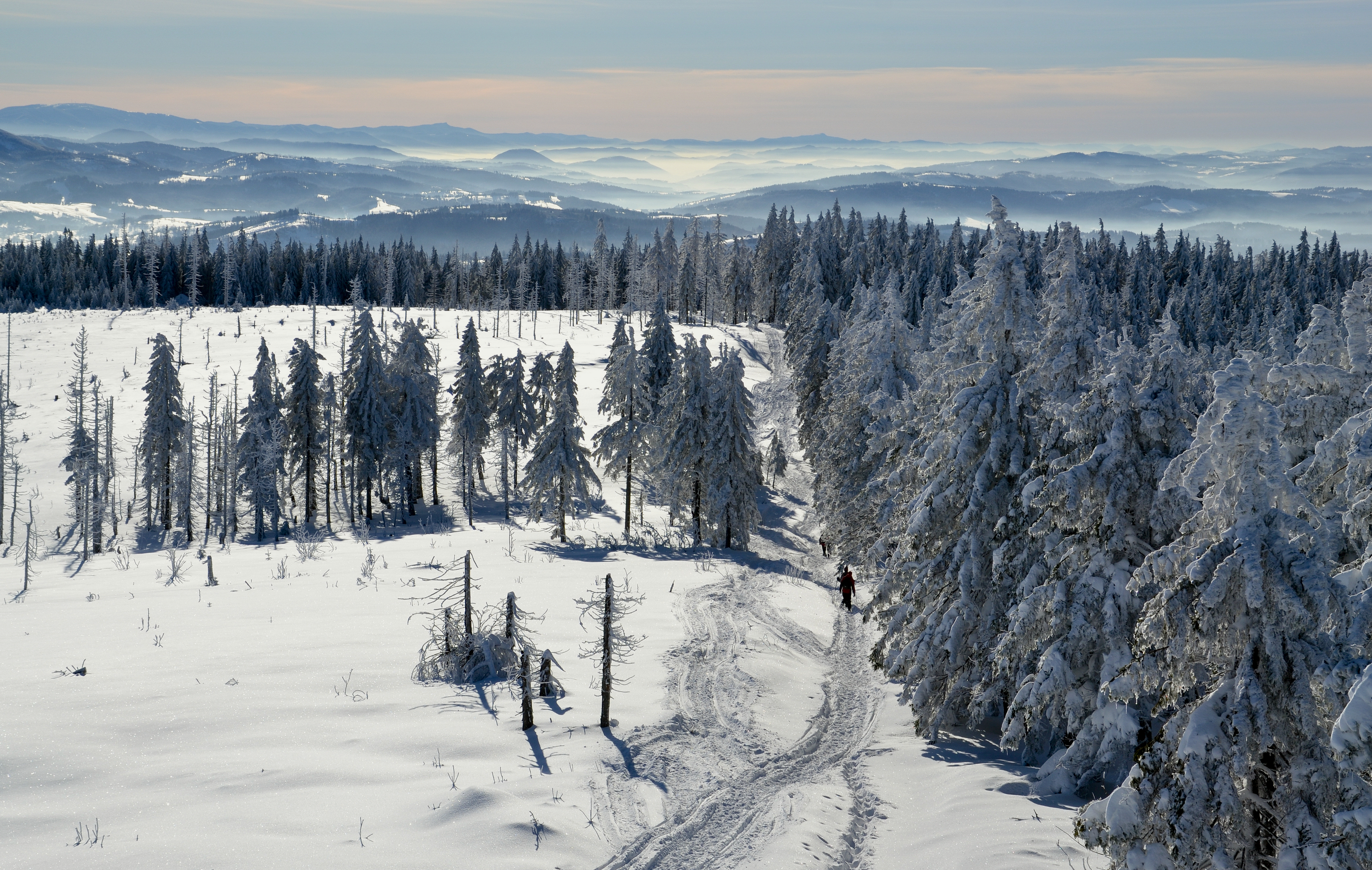
Depuis Barania Góra, dans les Beskides, Silésie, Pologne.
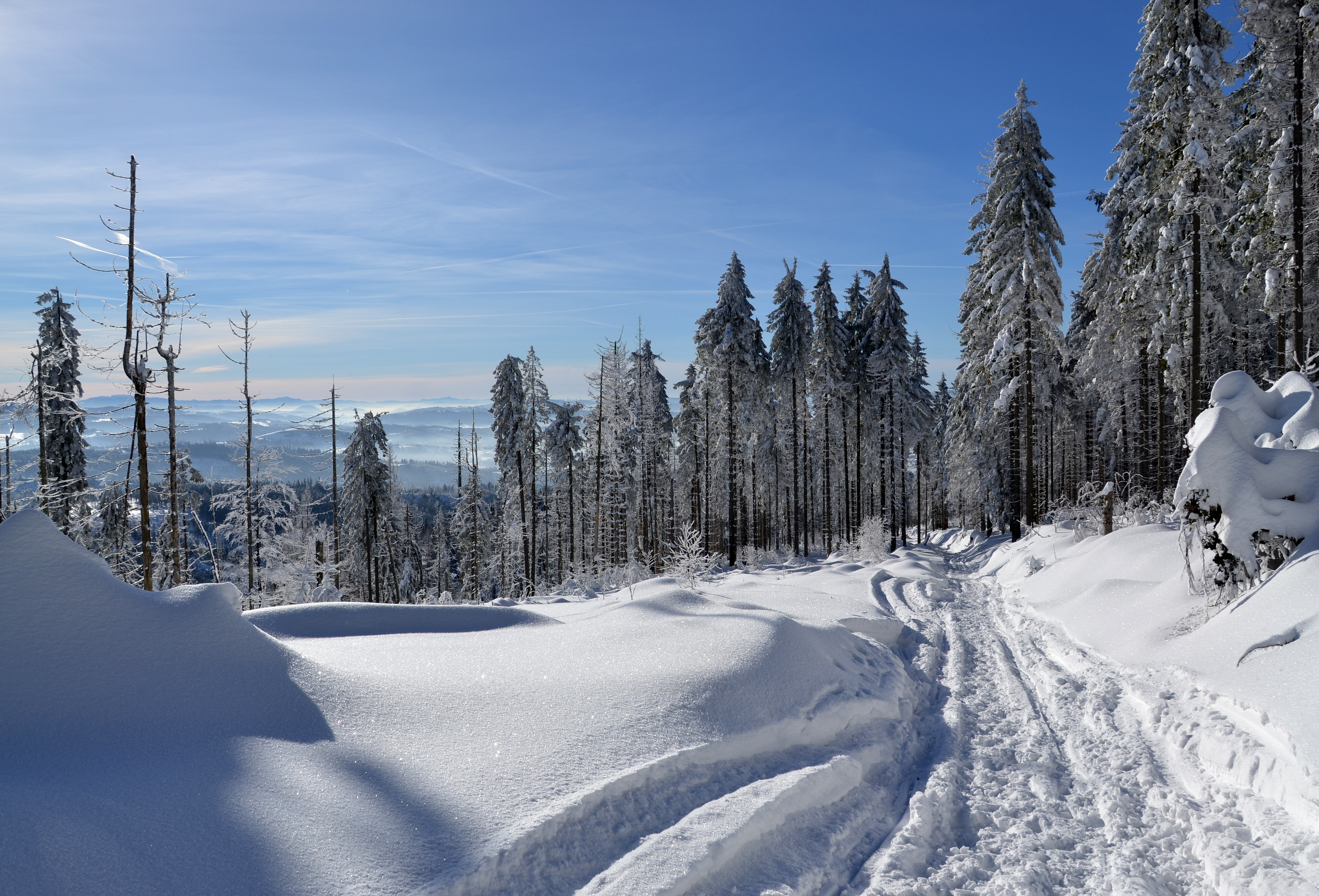
Un chemin en hiver dans les Beskides de Silésie, à proximité de la montagne de Barania Góra.
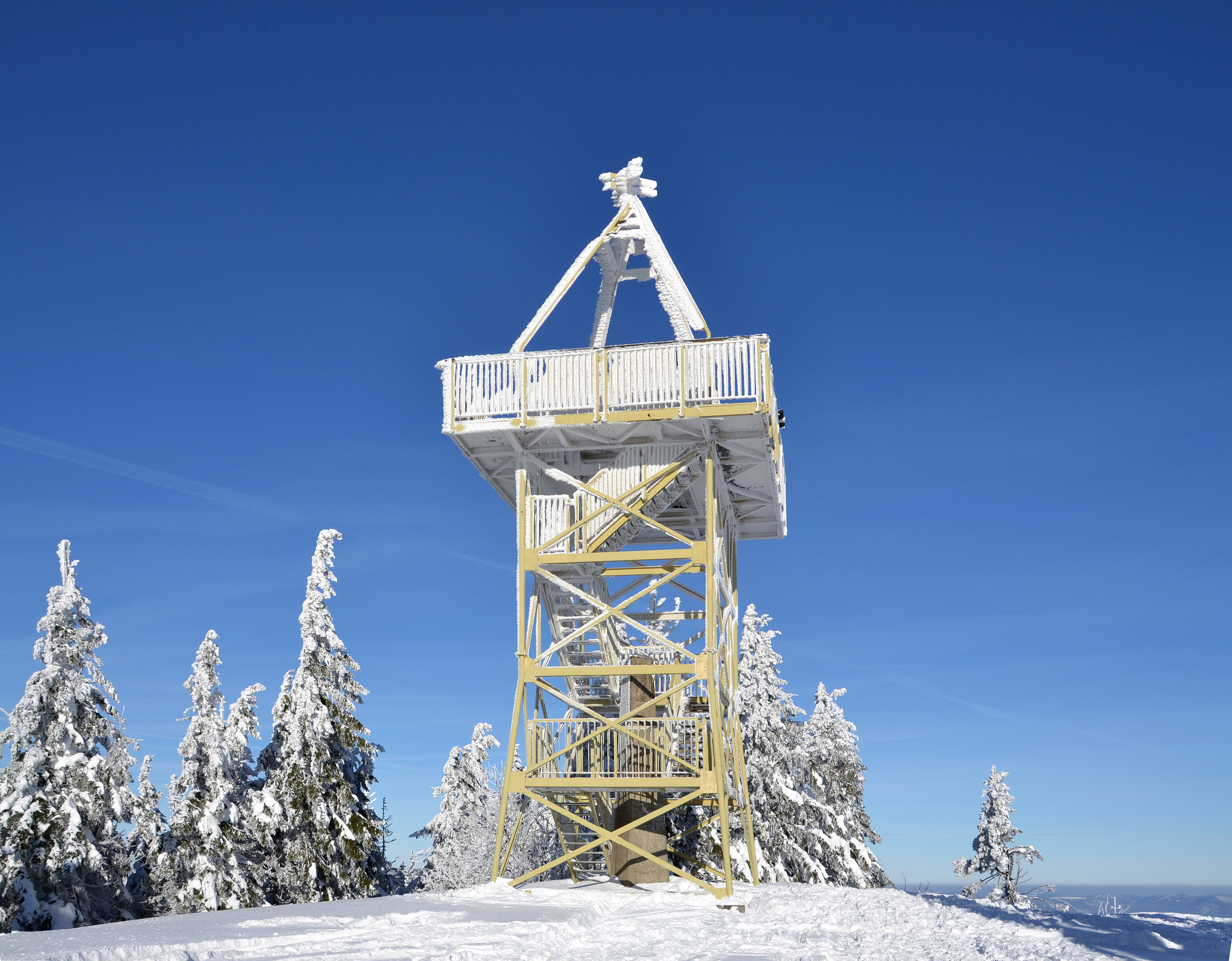
Tour d'observation à Barania Góra.